# Pravo mora
Pravo mora dio je međunarodnog prava koji sadržava pravila o razgraničenju pojedinih dijelova mora i pravnom režimu u njima, o pravima i obvezama država u svezi s različitim uporabama mora i iskorištavanjem prirodnih bogatstava. 
Pravo mora danas je uglavnom kodificirano Konvencijom o pravu mora, iako predmeti koji nisu uređeni Konvencijom su i nadalje uređeni pravilima i načelima općega međunarodnog prava.